# Monotomopsis monotomoides
Monotomopsis monotomoides es una especie de coleóptero de la familia Monotomidae.

## Distribución geográfica
Habita en la India, Java, Malasia y Birmania.